# Der Sohn der Braut
Der Sohn der Braut (spanisch El hijo de la novia) ist eine argentinische Tragikomödie des Regisseurs Juan José Campanella. Der Film wurde 2002 für einen Oscar in der Kategorie Bester fremdsprachiger Film nominiert.

## Handlung
Der Restaurantbesitzer Rafael Belvedere steht unter beruflichem Stress und hat finanzielle Probleme. Darüber vernachlässigt er seine Familie, insbesondere seine Mutter Norma, die an Alzheimer erkrankt in einem Altersheim lebt und die er seit über einem Jahr nicht besucht hat. Sein Vater Nino ist seit 44 Jahren mit Norma verheiratet, hat sie aber nicht kirchlich geheiratet, obwohl das Normas Wunsch war. Diesen Wunsch möchte Nino seiner Frau nun nachträglich erfüllen und bittet seinen Sohn, ihm dabei zu helfen. Der lehnt ab, weil er meint, dass der Trubel einer Hochzeit für seine Mutter zu anstrengend sei und weil sie aufgrund ihrer Krankheit sowieso nicht mitbekommen könne, was geschieht.
Überraschend taucht Juan Carlos auf, ein Freund aus Kindertagen. Juan Carlos hat seine Frau und seine Tochter bei einem tragischen Autounfall verloren und sehr unter diesem Verlust gelitten. Schließlich hat er sein Leben wieder in den Griff bekommen und ist Schauspieler geworden.
Rafael lebt von seiner Frau getrennt. Seine Tochter besucht ihn regelmäßig, aber sie fühlt sich von ihrem Vater missverstanden und vernachlässigt. Auch Rafaels Lebensgefährtin Naty ist nicht glücklich in der Beziehung.
Rafael erleidet einen Herzinfarkt. Im Krankenhaus überdenkt er sein Leben und möchte es ändern: Er möchte keine Probleme mehr haben.
Wieder zu Hause, kommt es zu Spannungen zwischen ihm und Naty. Die Freundschaft mit Juan Carlos wird auf die Probe gestellt, als ihm dieser gesteht, dass er sich in Naty verliebt hat. Nach einem heftigen Streit zwischen den Freunden sieht Rafael, wie Naty einen fremden Mann umarmt. Rasend vor Eifersucht beleidigt Rafael seine Freundin und will den Mann schlagen, doch es stellt sich heraus, dass es sich um Natys Vater handelt, der seine Tochter mit nach Spanien nehmen möchte. In einem Restaurant kommt es zu einer Aussprache zwischen Rafael und Naty, die ihm erklärt, dass sie die wahre Liebe suche. Rafael erklärt, dass wahre Liebe nur etwas für Kinder sei. Das Gespräch endet damit, dass sie ihn verlässt.
Rafael verkauft sein Restaurant und kümmert sich intensiv um seine Tochter, geht auf sie ein und liest die Gedichte, die sie geschrieben hat. Er besucht Juan Carlos, und die Freunde söhnen sich miteinander aus. Die Kirche lehnt es ab, Nino und Norma zu trauen. Rafael besucht seine Mutter und entschuldigt sich bei ihr für den Kummer, den er ihr bereitet hat.
Abends wartet Rafael vor ihrem Haus auf Naty. Sie kommt spät heim, und ihr ist anzusehen, wie unglücklich sie ist. Als sie Rafael bemerkt, will sie nicht mit ihm sprechen und flüchtet in ihr Haus. Über die Gegensprechanlage erklärt Rafael, dass er seine Fehler eingesehen hat, sich nicht scheut, sich mit den Problemen seiner Freundin und seiner Familie auseinanderzusetzen, und dass er sie liebt. Die beiden versöhnen sich.
Nino ruft alte Freunde an, um sie zu seiner Hochzeit einzuladen, doch er erfährt, dass einige von ihnen erkrankt oder gestorben sind. Im Altersheim wird eine Hochzeit inszeniert, bei der Juan Carlos den Priester spielt. Anschließend feiern alle zusammen in einem Restaurant, das Rafael gekauft hat.

## Besetzung und Synchronisation
| Rolle                         | Darsteller       | Sprecher              |
| ----------------------------- | ---------------- | --------------------- |
| Rafael Belvedere              | Ricardo Darín    | Ekkehardt Belle       |
| Nino Belvedere                | Héctor Alterio   | Fred Maire            |
| Norma Belvedere               | Norma Aleandro   |                       |
| Juan Carlos                   | Eduardo Blanco   | Jacques Breuer        |
| Naty                          | Natalia Verbeke  | Christine Stichler    |
| Vicky                         | Gimena Nóbile    |                       |
| Nacho                         | David Masajnik   | Pascal Breuer         |
| Sandra                        | Claudia Fontán   | Carin C. Tietze       |
| Francesco                     | Atilio Pozzobon  | Peter Musäus          |
| Daniel                        | Salo Pasik       |                       |
| Padre Mario                   | Humberto Serrano | Norbert Gastell       |
| Sciacalli                     | Fabián Arenillas | Frank Röth            |
| Carmen                        | Mónica Cabrera   | Eva Maria Bayerwaltes |
| Marchiolli                    | Giorgio Bellora  | Thomas Rauscher       |
| Alfredo Alcón                 | Alfredo Alcón    | Reinhard Glemnitz     |
| Natys Vater                   | Antonio Caride   | Michael Schwarzmaier  |
| Notar bei Restaurantübernahme | N. N.            | Ulrich Frank          |
| Verkehrspolizist              | N. N.            | Andreas Borcherding   |

## Produktion
Die Dreharbeiten zum Film begannen im März 2001. Sie fanden an verschiedenen Orten in Buenos Aires statt, darunter im Centro Montañés und in der Escuela del Árbol im Stadtteil Colegiales sowie im Viertel Versalles, wo verschiedene Außenaufnahmen entstanden.

## Veröffentlichung
Der Film kam am 16. August 2001 in Argentinien in die Kinos. Später, am 29. August 2001, wurde er auf dem Montreal World Film Festival vorgestellt. Der Film wurde am 26. Dezember 2002 durch Movienet in Deutschland uraufgeführt.

## Kritiken
„Eine einfühlsame, überzeugend gespielte Komödie mit dramatischen Zügen, die grundsätzliche Sinnfragen stellt und eine Menschlichkeit propagiert, die nur durch solidarisches Handeln erreicht werden kann.“

„Der Sohn der Braut ist eine gelungene Komödie mit Tiefgang, bittersüß, lustig und sehr unterhaltsam. Dem Regisseur Campanella ist ein genialer Streifen gelungen, der höchstwahrscheinlich ein großer Publikumserfolg werden wird.“

„Dieser Film ist ein echter Glücksgriff: Hinreißend intelligente Dialoge jenseits allen künstlichen Parlierens. Eine Gefühlstiefe, die niemals kitschig wirkt, weil sie so nah am Lachen gebaut ist. Und Figuren, die so lebendig sind, dass man am nächsten Tag zum Telefon greifen möchte, um mit ihnen ein bisschen über Gott und die Welt zu plaudern.“